# Louis Sauveur de Villeneuve
Louis-Sauveur de Villeneuve, marquis de Forcalqueiret, baron de Saint-Anastaze, ambassadeur de France auprès de la Sublime Porte (Empire ottoman) entre 1728 et 1741, est né le 6 août 1675 à Aix-en-Provence et décédé en 1745 à Marseille.

## Biographie
Lieutenant-général de la sénéchaussée à Marseille en 1708, Louis-Sauveur de Villeneuve a contribué à pousser l'Empire ottoman à la guerre contre l'Empire russe, allié au Saint-Empire (guerre russo-turque de 1735-1739). Il a également été chargé de négocier la paix entre les deux États, en réussissant à imposer des conditions défavorables aux Autrichiens. Par son intervention, la « paix de Belgrade » (traité de Belgrade du 18 septembre 1739) fut extrêmement favorable aux Ottomans. Villeneuve, conseiller d’État en 1741, fut inhumé le 18 juin 1745 aux Dominicains d'Aix-en-Provence.
Il a fait construire à Marseille la bastide Saint-Joseph, actuelle mairie d'arrondissement du 13e et 14e arrondissements, par l'architecte Balthazar Dreveton.